# Großmarkt
Der Großmarkt (englisch wholesale market) ist ein Markt, auf dem viele gewerbliche Anbieter Handelswaren an gewerbliche Händler, gewerbliche Verbraucher oder Großabnehmer veräußern.

## Allgemeines
Auf dem Großmarkt findet Großhandel in Marktform statt. Im Gegensatz zu allen anderen Veranstaltungsformen (Wochenmarkt, Jahrmarkt) darf ein Großmarkt als stationäre Dauereinrichtung betrieben werden. Um Witterungseinflüsse vom Marktgeschehen weitgehend fernzuhalten, finden Großmärkte seit dem 18. Jahrhundert in Markthallen statt, den eigens für Großmärkte vorgesehenen großflächigen Großmarkthallen. Deren Bauausführung (Bauform) kann in Form einer Halle oder als Pavillon gestaltet sein.

## Geschichte
Großmärkte entwickelten sich aus den mittelalterlichen Kleinmärkten. Mit dem Wachstum der Städte ergab sich die Notwendigkeit, Großmärkte einzurichten, um größere Bevölkerungskreise mit Lebensmitteln versorgen zu können. Die Entstehung des ersten Großmarkts ist schwer nachzuvollziehen, weil die Marktfläche als Einteilungskriterium ein Ausmaß erreichen muss, das über normale Wochenmärkte deutlich hinausging. Am ehesten brachten es die Zentralmärkte in Großstädten auf eine Größenordnung, die den Status von Großmärkten erreichten.
Der wohl älteste Großmarkt dieser Art entstand in Frankreich im 5. Jahrhundert auf der Île de la Cité und hieß Marché-Palu(d), nachdem sich Paris zu einem reichen und geschäftigen Handelszentrum entwickelt hatte. Ein großer Frischmarkt beim Kloster St. Denis folgte im Jahre 634/635. Ludwig VI. ließ in seinem Todesjahr 1137 in Paris mit „Les champeaux“ einen neuen Markt errichten, der auf dem Gebiet des heutigen Quartier des Halles lag und der Kern der Pariser Markthallen wurde. Philippe II. Auguste ließ dort 1183 die ersten zwei überdachten Markthallen erbauen. Danach entstand durch Nicolas Le Camus de Mézières zwischen 1763 und 1769 die „Halle aux Blés“ (deutsch Weizenhalle), die an der Stelle der heutige Pariser Börse als Rundbau von 122 Metern Umfang und 25 Arkaden einen offenen Innenhof umschloss.

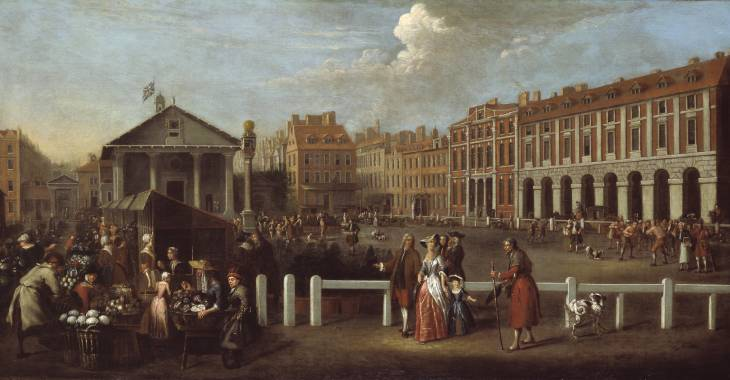
London – Covent Garden Market (1737)
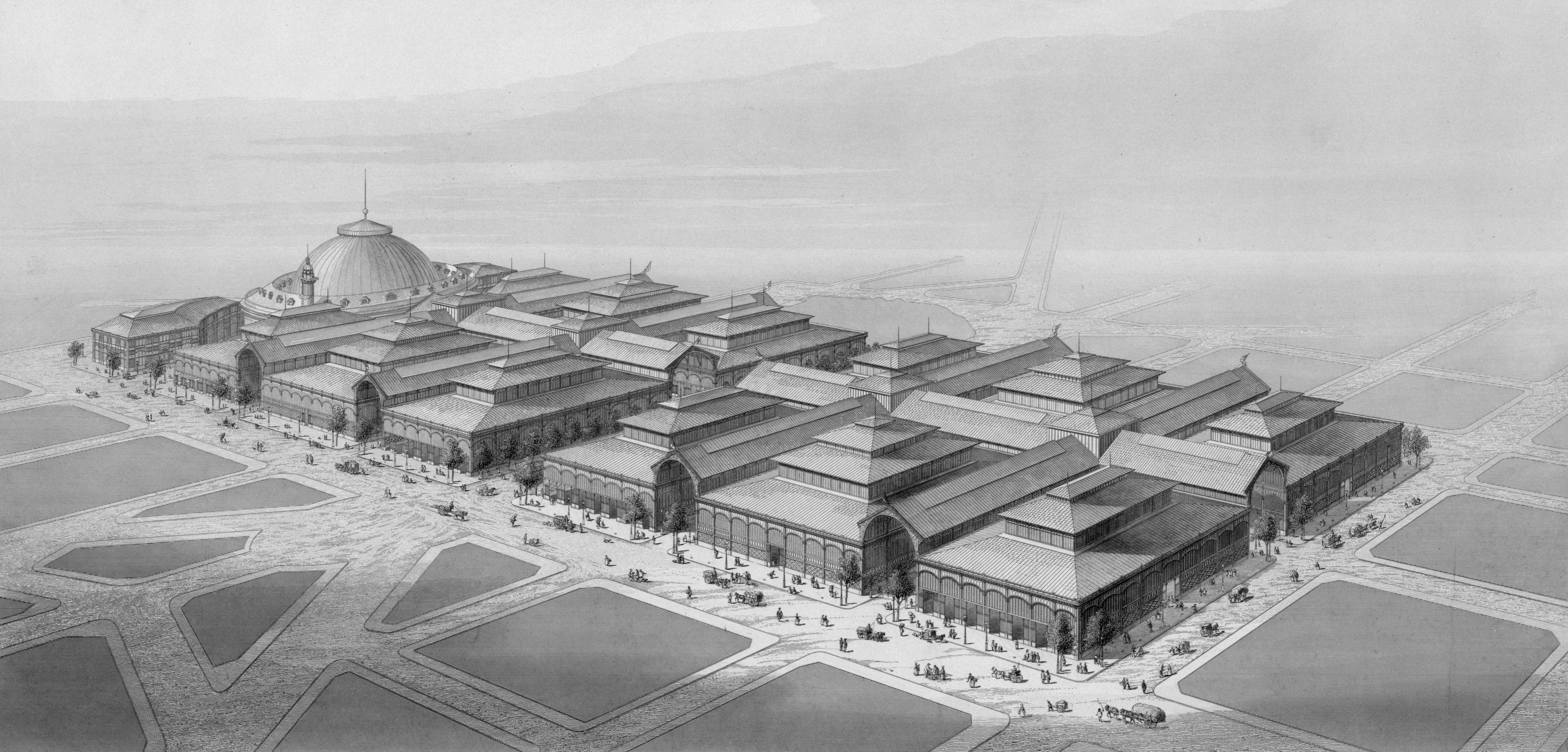
Paris – Les Halles (Entwurf von Victor Baltard, 1863)
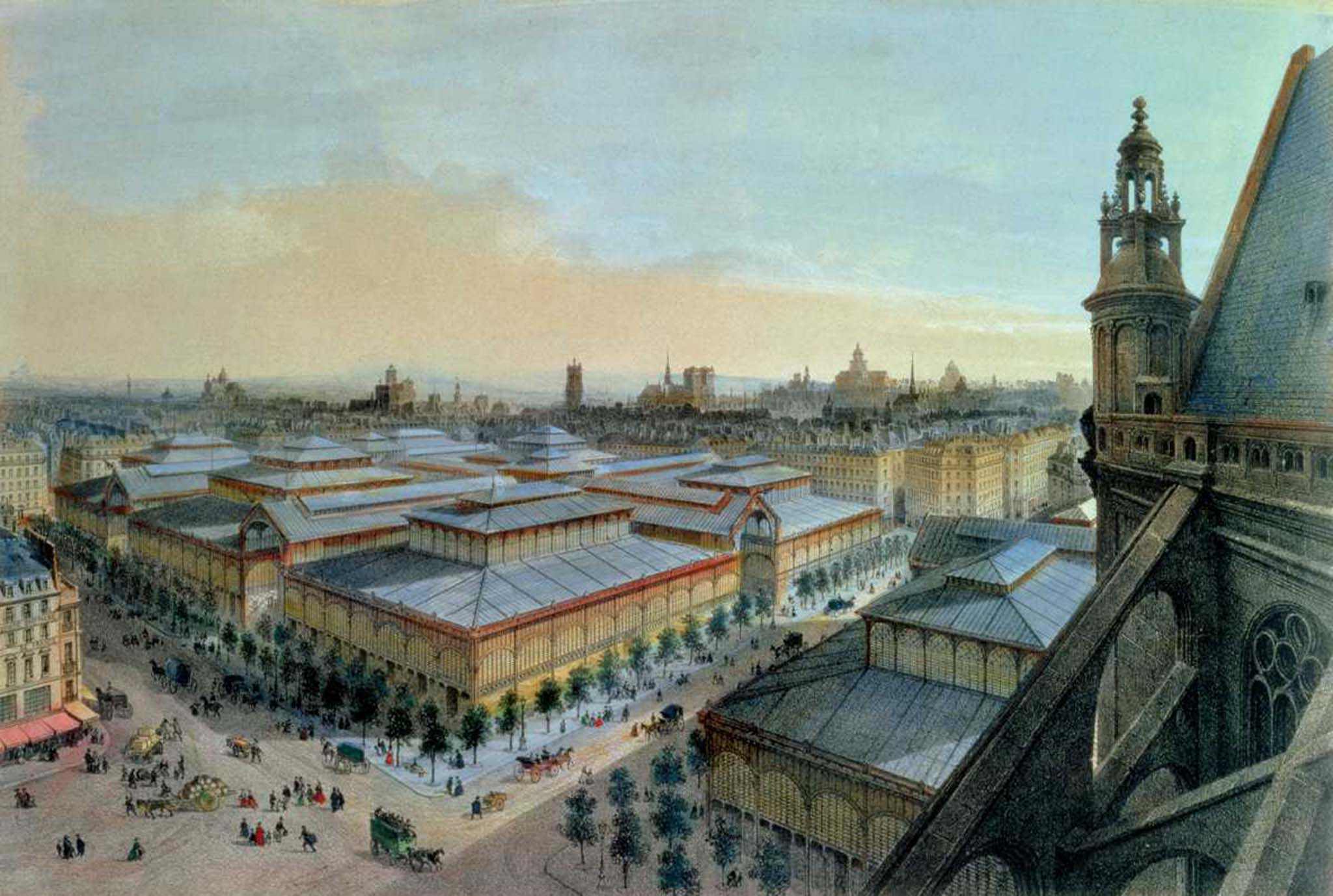
Paris – Les Halles von Saint Eustache aus (1870)
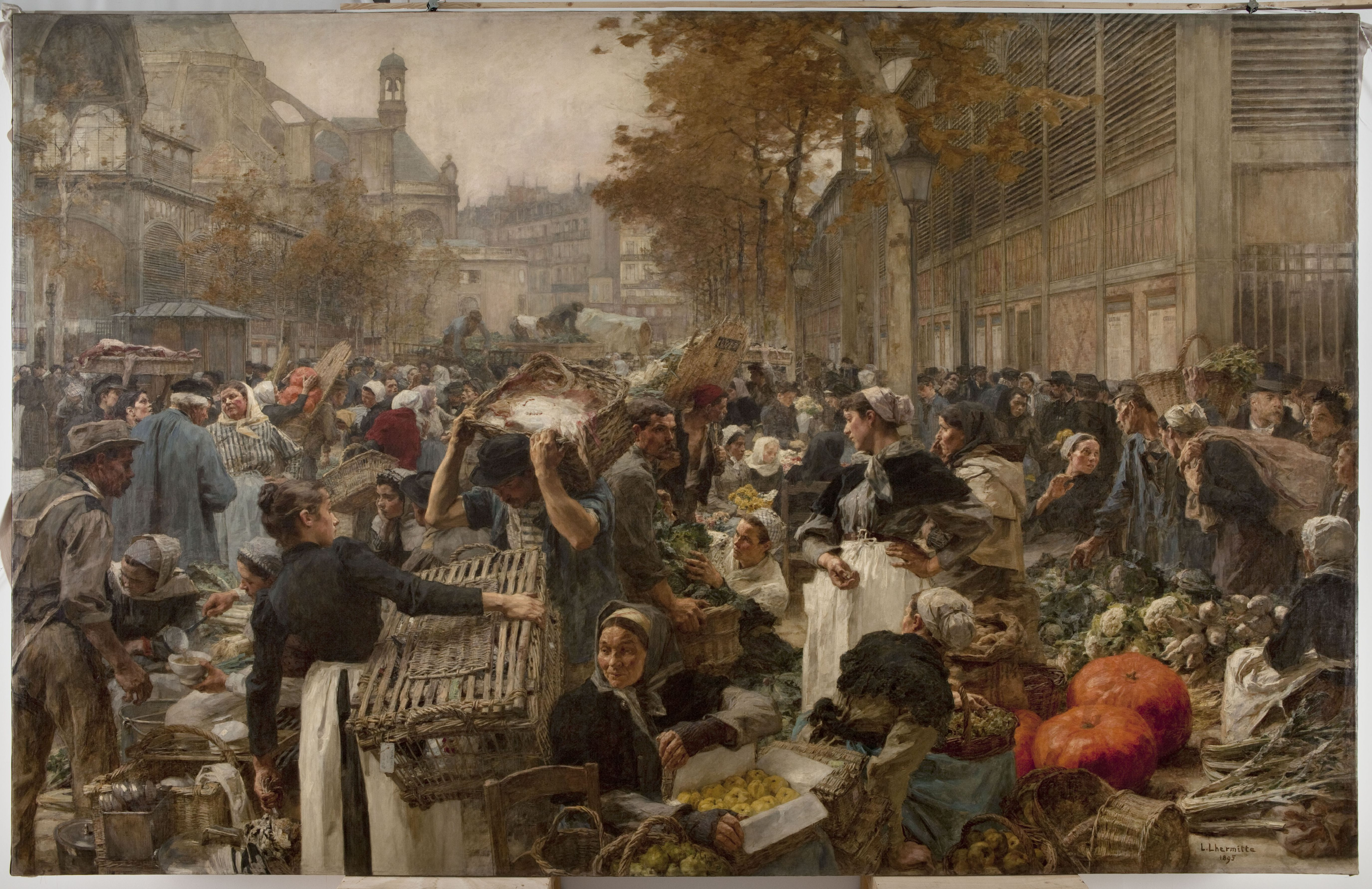
Paris – Les Halles (Gemälde von Léon Augustin Lhermitte, 1895)

Charles Fowler erbaute ab September 1828 mit Baukosten von £ 61.000 die Markthalle (englisch Market Hall) am Covent Garden, sie feierte im Mai 1830 Eröffnung. Napoleon III. erteilte im August 1845 Victor Baltard den Auftrag zur Errichtung von neuen Großmarkthallen auf einer 418000 m² großen Fläche im Quartier des Halles, deren erster Stein am 15. September 1851 gelegt wurde. Nach einer Besichtigung des Covent Garden während eines Staatsbesuchs im April 1855 ließ Napoleon den festungsähnlichen Pariser Steinbau wieder abreißen. Baltard begann 1857 mit dem Neubau und konzipierte 10 miteinander verbundene Glas-Gusseisenpavillons, die zunächst den Namen „die zentralen Hallen“ (französisch les halles centrales) erhielten. Die in zwei Reihen stehenden und unterkellerten Pavillons enthielten Kühlräume, Gaslicht und ein ausgeklügeltes Wasserleitungs- und Abwassersystem. Im September 1858 waren 6 der 10 Pavillons fertig, weitere zwei folgten bis 1860, erst 1874 komplettierten die letzten beiden Pavillons die Pariser Markthallen. Die Eröffnung fand bis September 1870 statt, die Baukosten beliefen sich auf 44 Millionen Francs. Émile Zola nannte den Pariser Großmarkt in seinem gleichnamigen Roman 1873 „Der Bauch von Paris“. Die inzwischen „Les halles“ genannten Markthallen erhielten im 1936 eine Erweiterung um zwei weitere Hallen. Im März 1969 zog der Großmarkt nach Rungis im Pariser Süden um, wo eine Fläche von 232 Hektar zur Verfügung steht.
Bei Inkrafttreten der Gewerbeordnung (GewO) vom Juni 1869 gab es deutschlandweit keinen einzigen Großmarkt heutiger Prägung. Die Gewerbeordnung regelt auch Messen und Märkte, so dass auch Großmärkte Eingang in das Gesetz fanden.

## Rechtsfragen
Nach der Legaldefinition des § 66 GewO handelt es sich bei einem Großmarkt als Unterart des Marktgewerbes um „eine Veranstaltung, auf der eine Vielzahl von Anbietern bestimmte Waren oder Waren aller Art im wesentlichen an gewerbliche Wiederverkäufer, gewerbliche Verbraucher oder Großabnehmer vertreibt“. Es handelt sich damit um einen unbestimmten Rechtsbegriff, der näherer Spezifizierung bedarf. Der Handel mit Schlachttieren ist im Fleischgesetz geregelt und daher nicht Handelsobjekt auf Großmärkten, sondern nur das Fleisch. Endverbraucher sind mangels gesetzlicher Erwähnung als Marktteilnehmer nicht zugelassen. Der Rechtsbegriff erfasst nicht die Supermärkte, die sich Großmarkt (SB-Großmarkt) nennen. Wird ein festgesetzter Großmarkt nicht oder nicht mehr durchgeführt, so hat der Veranstalter dies der zuständigen Behörde unverzüglich schriftlich anzuzeigen (§ 69 Abs. 3 GewO).
Die alte Gewerbeordnung schränkte die Handelsobjekte auf Rohprodukte, Produkte in unmittelbarer Verbindung zur Urproduktion, frische Lebensmittel und Blumen ein. Außerdem durften leicht verderbliche Produkte mit Konservierung angeboten werden. Diese gesetzliche Handelsbeschränkung hatte zur Folge, dass insbesondere Röstkaffee, Tee und Kakaopulver seit März 1956 nicht mehr auf Großmärkten verkauft werden durften. Die gewerberechtliche Beschränkung auf bestimmte Handelswaren entfiel im Januar 1978.
Die EG-Verordnung 853/20 vom 25. Juni 2004 definiert Großmärkte als „Lebensmittelunternehmen, das mehrere gesonderte Einheiten mit gemeinsamen Einrichtungen und Abteilungen umfasst, in denen Lebensmittel an Lebensmittelunternehmer verkauft werden“. Tierische Schlachtkörper müssen danach den Großmärkten in drei großmarktüblichen Teilen geliefert werden.
Kommunale Marktsatzungen oder Marktverordnungen regeln die Marktordnung auf Großmärkten und schreiben die Marktzeit, Handelsobjekte, Verkaufseinrichtungen und Marktteilnehmer vor. Dazu werden Marktausweise an die Berechtigten vergeben. Die Einhaltung der Marktordnung übernimmt oft ein Marktamt.

## Funktion

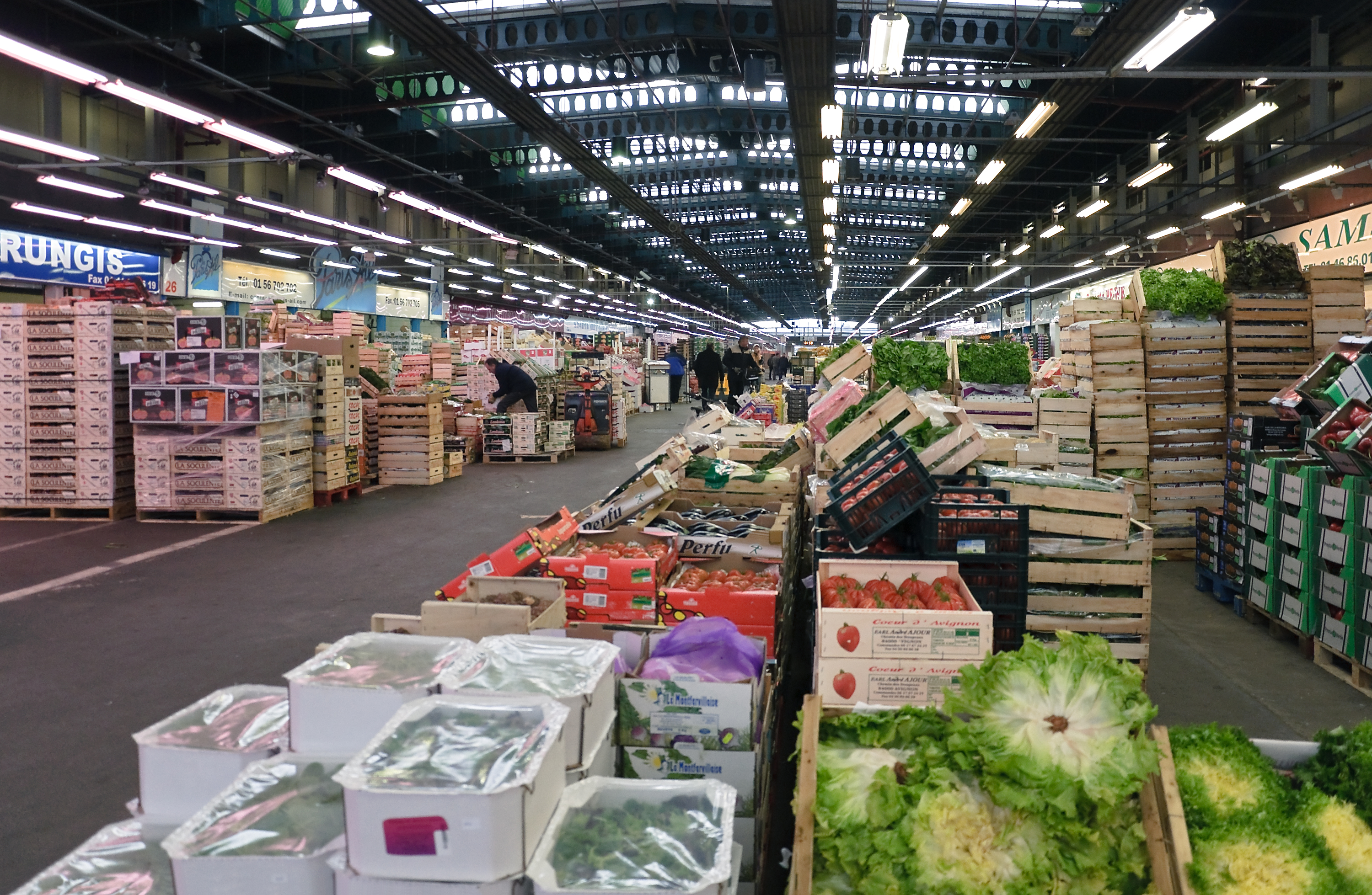
Rungis – Fruchtmarkt (März 2011)

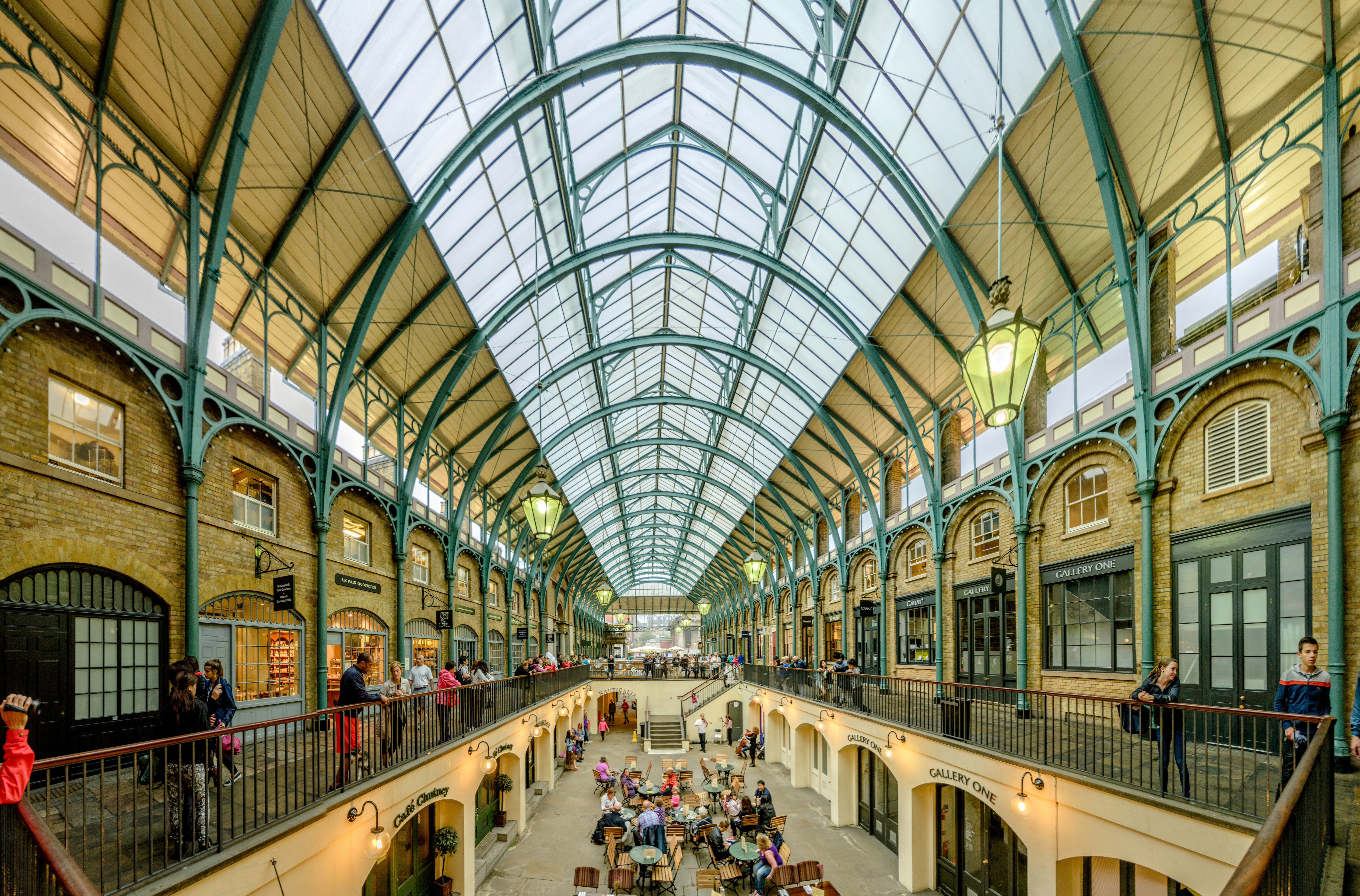
Covent Garden – Markthallen (August 2014)

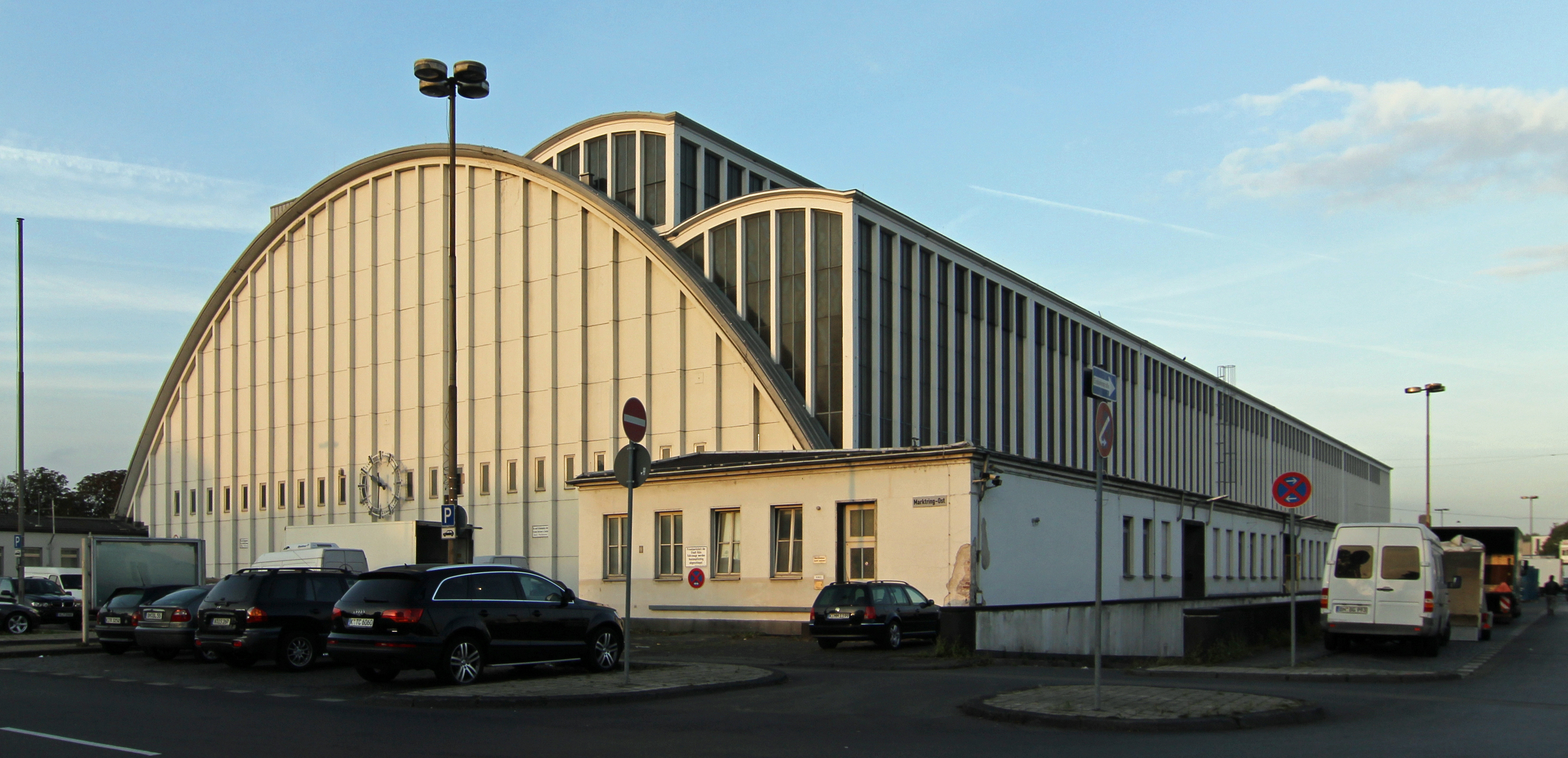
Großmarkt Köln (September 2011)

Die Vermarktungsart des städtischen Großmarkts übernimmt traditionell die Funktion der Warenversorgung der Einzelhandelsstufe und der Großverbraucher. Im Gegensatz zu den reinen Erzeugermärkten liegen die Standorte der Großmärkte vornehmlich im Versorgungsgebiet. Sie dienen der regionalen oder sogar überregionalen Versorgung großer Ballungsgebiete. Großhandel und Großmärkte zählen zu den wichtigsten Wirtschaftsverkehrerzeugern. Von den Gemeinden werden Großmärkte meist in der Rechtsform des Regie- oder Eigenbetriebs geführt. Der Großmarktumsatz in Deutschland setzte sich 2015 zu 85 % aus Obst und Gemüse, 10 % aus Fisch und Fleisch und 5 % aus sonstigen Lebensmitteln zusammen.

## Bekannte Großmärkte
Der Großmarkt Rungis ist weltweit der flächenmäßig größte Großmarkt mit einer Fläche von 232 Hektar, davon sind 72 Hektar bebaut. Neben dem Großmarkt von Rungis, dem Unidad Agroalimentaria de Barcelona (Fläche: 90 Hektar) und dem Großmarkt Wien (30 Hektar) gehört der Berliner Großmarkt (330.000 m²) zu den größten europäischen Großmärkten. Weitere bekannte deutsche Großmärkte sind die Großmarkthalle München (310.000 m²), der Großmarkt Hamburg (283.000 m²), der Großmarkt Köln (238.000 m²), der Großmarkt Nürnberg (160.000 m²) und das Frischezentrum Frankfurt am Main (133.000 m²); zu den kleineren gehört der Großmarkt Dortmund (62.000 m²).